# Kistenmacherstraße

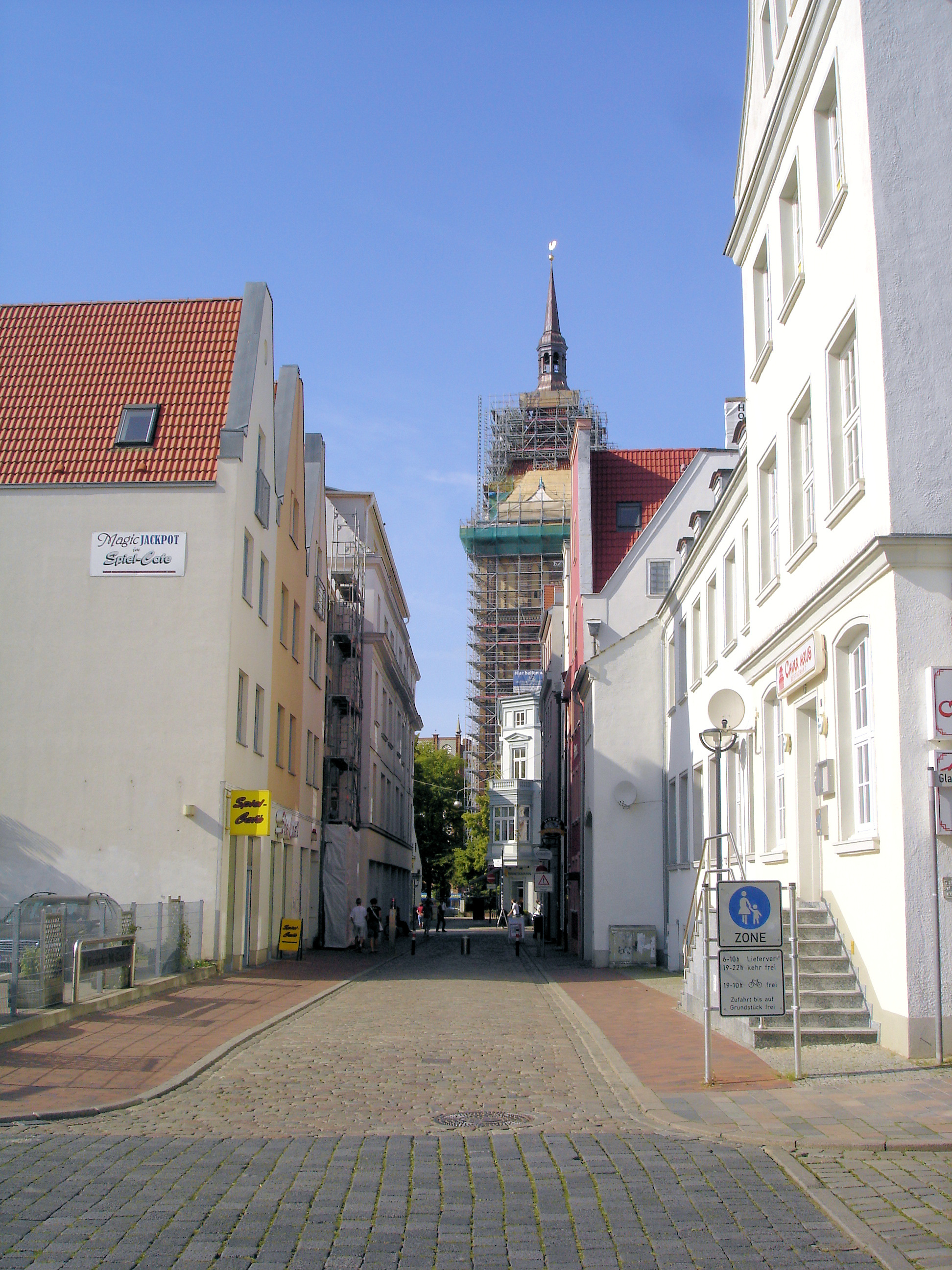
Kistenmacherstraße von Süden

Die Kistenmacherstraße in Rostock ist eine Straße im historischen Kern der Hansestadt. Sie verbindet die Kröpeliner Straße im Norden mit der Johannisstraße im Süden. Gekreuzt wird sie in der Hälfte ihres Verlaufs von der aus Westen kommenden Garbräterstraße und dem nach Osten zum Neuen Markt führenden Glatten Aal. Die Kistenmacherstraße ist Teil der einstigen Rostocker Mittelstadt.

## Geschichte
Erstmals wurde die Kistenmacherstraße 1349 unter ihrem lateinischen Namen platea cistificum erwähnt, indirekt jedoch schon 1288. Tatsächlich war sie über Jahrhunderte das Domizil von Kistenmachern, also Tischlern.
Die Straße war im mittelalterlich-frühneuzeitlichen Rostock von großer Bedeutung, da im hansischen Rostock das Tischlerhandwerk ein vornehmer Beruf war. Zudem befand sich die Straße in direkter Nähe zum Neuen Markt und war Verbindung zwischen Marienkirche und Johanniskloster.
Die Bebauung der Kistenmacherstraße war sehr uneinheitlich: auf der Nordostseite zwischen Blutstraße (heute Kröpeliner Straße) und Glattem Aal befanden sich Hinterhöfe und Wirtschaftsgebäude der Giebelhäuser am Neuen Markt, während auf der Nordwestseite prächtige Giebelhäuser standen. Das bekannteste dieser Häuser stand bis 1942 an der Ecke Garbräterstraße und hatte einen in Rostock seltenen Renaissancegiebel. Die Südseite war mit Buden und Querhäusern umstanden.
In den Bombennächten Ende April 1942 wurde der südliche Abschnitt der Kistenmacherstraße vollständig vernichtet, nördlich der Ecke Glatter Aal blieb die Bebauung größtenteils erhalten.